# روییدوسا (تگزاس)
روییدوسا (به انگلیسی: Ruidosa) یک منطقهٔ مسکونی در ایالات متحده آمریکا است که در تگزاس واقع شده‌است. روییدوسا ۸۵۲ متر بالاتر از سطح دریا واقع شده‌است.